# Murga Los Chancletas
La Murga Los Chancletas es un grupo del carnaval canario del género murga, que se fundó en septiembre del año 1980, siendo los carnavales de 1981 cuando participaría por primera vez en concurso. En la actualidad es una de las murgas veteranas del Carnaval de Las Palmas de Gran Canaria, llevando en 2023, 43 ediciones consecutivas sin faltar a las fiestas. En los diversos concursos en los que han participado, ha logrado unas cifras que los sitúan entre las murgas más premiadas de Canarias en interpretación: 31 primeros (9 en Las Palmas de Gran Canaria, 6 en Arucas, 6 en Telde, etc.), 22 segundos y 16 terceros premios. Adicionalmente, han obtenido otros premios de vestuario o disfraz y otros premios especiales.
Cuentan con dos de los récords de los concursos de murgas Canarias, ya que estuvieron 15 años consecutivos entre los 3 primeros premios de interpretación (de 1991 a 2005), y 21 años entre los 4 primeros puestos (desde 1990 a 2011) en el concurso de murgas de Las Palmas de Gran Canaria.

## Historia

### Orígenes y primera etapa (1980-1988)
Un grupo de miembros del popular Real Club Victoria del barrio de La Isleta en la capital grancanaria, decidieron en septiembre de 1980 el formar una murga, ante el auge que estas agrupaciones tenían durante aquellos años.
La elección del nombre fue sometida a votación, pues había dos a elegir: "Los Perolas" o "Los Chancletas", resultando ganador este último. En ese primer carnaval, obtuvieron el sexto lugar.
En 1982, por primera vez obtuvieron el 2.º premio de interpretación, logrando quedar por encima de murgas históricas como "Los Hijos de Cain", "Los Nietos de Kika" o "Los Marchosos". Sin embargo, en 1983 se alzarían con la victoria del concurso de murgas adultas de Las Palmas de G.C. Tras estos dos años de éxito, pese a ser una murga novel, en 1984 son descalificados por el entonces alcalde Juan Rodríguez Doreste tras la presión de otros grupos tras haber llegado tarde a la fase previa del mismo. En los años siguientes se logra nuevamente premiar, salvo en 1988, en donde la murga se queda fuera de la final.

### Consolidación (1989-2020)
Con la llegada de Francisco Rosales Navarro, "Tito", al grupo unos años antes, se hicieron patentes diversos cambios a nivel musical y letrístico, pero no fue hasta febrero de 1991 cuando volvieron a obtener un premio de interpretación.
En 1993, se inicia un período en el que vencen varios años, hasta que en 1995 al ganar por tercer año consecutivo el primer premio de interpretación, logran el derecho a convertirse en "Afilarmónica" oficial de la capital. Pese a conservar el título, la murga renuncia al privilegio económico que se añade a la subvención para poder seguir yendo a concurso, de este modo en 1996 vuelven a participar, y de nuevo ganan, por cuarta vez consecutiva.
Tras 15 años seguidos entre los 3 primeros puestos, en la final de 2006, quedan fuera del pódium del concurso tras una gran polémica debido a que durante la interpretación de uno de los temas, uno de los figurantes salió ataviado con un uniforme de policía local, hecho que provocó que la entonces Alcaldesa de Las Palmas de Gran Canaria, Pepa Luzardo, se dirigiese al jurado en medio de la actuación pidiendo su descalificación, algo que la murga considera que influyó negativamente en la puntuación del grupo. El grupo fue cuarto clasificado. Tras estos hechos, la Policía Local y el Ayuntamiento de Las Palmas de Gran Canaria denunciaron a Los Chancletas, ganando ambos juicios la propia Murga, ya que se consideró que en todo momento se trataba de la interpretación de una parodia y que nunca hubo intención de aprovecharse de las funciones policiales.
En 2011, obtienen su octavo primer premio de interpretación en el principal Concurso de Murgas de la isla, el de Las Palmas de Gran Canaria. Además, ese mismo año el Ayuntamiento de Las Palmas de Gran Canaria reconoce la trayectoria del grupo concediéndoles su máxima distinción: la Medalla de Oro de la Ciudad.
En los últimos años obtienen un 3.er Premio de Interpretación en Las Palmas de Gran Canaria en 2014, y varios premios en distintos concursos de la isla, quedando fuera de la final por primera vez en 27 años en 2016. Al año siguiente, ya en 2017, la murga vuelve a la final, quedando a las puertas de un nuevo premio, al clasificarse en cuarta posición.
En 2018, Los Chancletas reciben un reconocimiento por parte del Ayuntamiento de Las Palmas de Gran Canaria por su lucha contra la violencia de género.
A comienzos de 2020, el director por más de 30 años, Tito Rosales, anuncia que ese será su último carnaval al frente del grupo. En esa misma edición, la murga es descalificada con bastante polémica a todos los niveles. El grupo alegó que en ningún momento se les informó para poder contraargumentar o defenderse, y que las bases del concurso fueron aplicadas de manera tajante. Posteriormente, tras la publicación de las actas una semana después, se confirma que el grupo había quedado dentro de las 8 primeras posiciones que le hubieran dado el pase a la final, no siendo posible por dicha descalificación.

### Camino hacia el medio siglo (2020-actualmente)
Confirmada la retirada del anterior director Tito Rosales, se anuncia que José Hernández, "Noly", será su sustituto. Debido a la Pandemia de COVID-19 el Carnaval de Las Palmas de Gran Canaria anuncia que suspende la edición de 2021, por lo que Los Chancletas no podrán participar de la misma. Sin embargo, la murga se mantiene activa grabando varias canciones solidarias. Además, participan en la edición en línea de un concurso organizado por la web MurgasCanarias para elegir la mejor canción de las murgas de Gran Canaria en el siglo XXI, resultando ganadores del mismo.
En 2022 vuelven al concurso de murgas tras la polémica descalificación de 2020, y la suspensión de 2021 por la pandemia de Covid-19. En esa nueva edición obtienen el pase a la final y el Tercer Premio de Interpretación.
Misael Jordán deja la murga como armonizador, y unos meses más tarde lo hace José Hernández, "Noly" por motivos laborales. Tras un año bastante convulso por los cambios, vuelven a participar en el concurso el concurso de murgas de Las Palmas de Gran Canaria 2023, y resultan vencedores tras doce años.

## Directores

### Primeros años (1981 - 1988)
El primer director de la murga fue Antonio Zambrano en 1981. En el periodo de 1982 a 1985 la dirección fue compartida por Antonio Monzón y su hijo Juan Carlos obteniendo en 1983 los primeros premios de interpretación y disfraz. En 1986 y 1987 se encargó Blas Quintana, quién también fuera director de Los Rockefellers.
Antonio Monzón se hace cargo nuevamente de la murga en la edición de 1988. Tras el carnaval, se decide a abandonar la murga, y de este modo dejar paso a otro director.

### Tito Rosales (1988 - 2020)
El actual director de esta agrupación, comenzó su andadura en el carnaval de la mano de la desaparecida Murga Los Desperdicios. Desde 1989 dirige a Los Chancletas. En su haber, tiene 7 primeros premios, 5 segundos y 6 terceros en la ciudad de Las Palmas de Gran Canaria, además de un premio "Tomás Pérez" 2003, otro a la "Mejor Canción 2001", el "Premio del Público 2003" (único año en que se dio), o el "Premio Criticón 2007".
Fue pregonero de las Ciudades de Telde, Gáldar, Carrizal y Las Palmas de Gran Canaria, junto al grupo. La Afilarmónica NiFú-NiFá (la murga más antigua de Canarias), le entregó su "Payasito de Oro", como reconocimiento a su labor. Este premio sólo ha sido entregado a dos personas de la isla de Gran Canaria: Tomás Pérez y al propio Tito Rosales. La edición 2018, fue para él la 30.ª consecutiva como director de Los Chancletas y 35.ª como murguero. En 2015, es nombrado Pregonero del Carnaval de Las Palmas de Gran Canaria como distinción honorífica por su trayectoria carnavalera.

### José Hernández, "Noly" (2020 - 2022)
Tras sustituir al veterano director y ponerse al frente del grupo tras llevar más de 20 años en la fila, obtiene el Tercer Premio de Interpretación en su primera participación en el concurso de 2022. En pleno camino hacia el carnaval 2023, deja la dirección de la murga por motivos laborales.

### Toni Brito (2022 - Actualmente)
Después de los diversos cambios ocurridos en el grupo con el cambio de armonizador, y la inesperada salida de "Noly", la murga decide apostar por uno de los jóvenes valores de la casa, siendo Toni Brito el elegido para ponerse al frente del grupo. Unos meses más tarde, junto al grupo logra el Primer Premio de Interpretación.

## Directores Musicales (Armonizadores)
Gerardo Jiménez "Popó" (2002-2003)
Ex-Componente del grupo y armonizador de Lady's Chancletas desde su fundación, en junio de 2001, cuando se comienzan los ensayos de cara a la siguiente edición del concurso se decide contar con "Popó" para que sea el armonizador de la murga de cara al próximo año de manera semi-profesional, del mismo modo comienza el año 2003 siendo remplazado por Manolo Ramírez un mes antes de carnaval.
Manolo Ramírez (2004-2006)
El primer armonizador profesional, contratado al efecto, comienza a colaborar ya con esta poco antes del comienzo de la edición de 2003, ayudando a preparar algunos montajes musicales. Pero es ya de cara al concurso de 2004, cuando prepara todos los temas de la murga, aportando más fuerza y carácter a las voces del grupo, además de unos enlaces muy trabajados y una seguridad bastante notable. Continúa en la murga durante el 25.º aniversario de la misma. De igual modo, armoniza hasta el carnaval 2006, abandonando la murga Motu_proprio al finalizar dicho carnaval. Manolo Ramírez forma parte del grupo musical ‘Trío Estelar’.
Josito Suárez (2007-2008)
Avalado por ser el director de la Parranda Araguaney, llegó Josito Suárez a Los Chancletas en junio de 2006, para preparar a la murga de cara al siguiente carnaval. En 2007 se demostró que el cambio en la cuestión que le compete fue bastante notable, se oyó por primera vez al grupo a cuatro voces durante toda la canción (hasta ahora se había trabajado a tres), a pesar de que históricamente el grupo nunca había destacado en dicho aspecto. Al finalizar los carnavales de 2008 se conoce que deja la murga.
Luisma Muñoz (2009-2015)
Armonizador de la sección femenina de Los Chancletas desde el carnaval 2006 hasta la actualidad, se hace con la dirección musical tras la salida de su predecesor. En su primer Carnaval, el 2009, obtiene junto a la murga el Tercer Premio de Interpretación. En los años posteriores, se obtienen altibajos a nivel clasificatorio, destacando especialmente el Primer Premio del año 2011, y el Tercero en 2014.
Juan A. Cáceres (2016)
Buscando un revulsivo a nivel musical, Los Chancletas apuestan por Juan Agustín Cáceres, pedagogo musical de profesión, y con experiencia en el campo de la dirección musical, además de ser componente del grupo Los Gofiones. Se comienza un cambio drástico en el aspecto musical, que espera dar sus frutos en los próximos años. En su primer Carnaval, obtiene junto a la murga 3 premios de interpretación, en los Concursos de Telde, Carrizal e Ingenio.
Misael Jordán (2017-2022)
En octubre de 2016 se incorpora Misael Jordán a Los Chancletas como su nuevo director musical o armonizador. Director musical del grupo musical La Trova, y de varias parrandas de Gran Canaria, continúa con el trabajo de su predecesor y consigue unos resultados notables en lo musical con respecto al grupo, ya que logran el pase a la final nuevamente, además de dejar un buen sabor de boca a nivel competitivo. Es fundamental en el avance a nivel coral del grupo, coronado al ganar nuevamente un premio de interpretación en 2022, el tercero. Tras el carnaval, comunica al grupo su intención de abandonarlo para emprender otros proyectos murgueros.
Ayoze García & Luisma Muñoz (2022-Actualmente)
Este tándem es el encargado de la parte musical de los nuevos Chancletas. Una fórmula inédita hasta ahora para el grupo, pero con un resultado notable, ya que en su primer año logran el Primer Premio de Interpetación.

## Puestos en el Concurso de Las Palmas de G.C.
Los siguientes galardones, puesto, y premios, son concedidos con carácter anual en el concurso insular celebrado por el Carnaval de Las Palmas de Gran Canaria
| Año  | Interpretación | Disfraz | Canción Principal | Director                      | Armonizador                 |
| ---- | --- | --- | --- | ----------------------------- | --------------------------- |
| 1981 | 6.º | | "La Inseguridad Social" | Antonio Monzón                | -                           |
| 1982 | 2.º | | "Agua Tuno Da" | Juan Carlos y Antonio Monzón* | -                           |
| 1983 | 1.º | 1.º | "A la NiFú - NiFá" | Juan Carlos y Antonio Monzón* | -                           |
| 1984 | Descalificación | | - | Juan Carlos y Antonio Monzón* | -                           |
| 1985 | 3.º (exaequo) | | "Dos clases de arena" | Juan Carlos y Antonio Monzón* | -                           |
| 1986 | 2.º | | "Hagamos un carnaval" | Blas Quintana                 | -                           |
| 1987 | 3.º | 1.º | "Universidad, ¡YA!" | Blas Quintana                 | -                           |
| 1988 | No se obtuvo el pase a la Final | | "Balada de José Luis" | Antonio Monzón                | -                           |
| 1989 | 6.º | | "El destape" | Tito Rosales                  | -                           |
| 1990 | 4.º | | "Los camaleones" | Tito Rosales                  | -                           |
| 1991 | 2.º | | "La verdad del carnaval pasado" | Tito Rosales                  | -                           |
| 1992 | 2.º | | "Mis jodidas vacaciones" | Tito Rosales                  | -                           |
| 1993 | 1.º | | "Hasta que la muerte nos separe" | Tito Rosales                  | -                           |
| 1994 | 1.º | 1.º | "No me toques los Piti-Clines" | Tito Rosales                  | -                           |
| 1995 | 1.º | | "Por los grupos de estas fiestas" | Tito Rosales                  | -                           |
| 1996 | 1.º | 1.º | "No Quiero Morir" | Tito Rosales                  | -                           |
| 1997 | 3.º | | "Un Turista Engañado" | Tito Rosales                  | -                           |
| 1998 | 1.º | | "Tengo Una Duda" | Tito Rosales                  | -                           |
| 1999 | 2.º | | "Fantasías Animadas de Ayer y Hoy" | Tito Rosales                  | -                           |
| 2000 | 3.º | | "Hasta Aquí Hemos Llegado" | Tito Rosales                  | -                           |
| 2001 | 1.º | | "No A La Intolerancia" | Tito Rosales                  | -                           |
| 2002 | 2.º | 2.º | "Una Reflexión En Voz Alta" | Tito Rosales                  | Gerardo Jiménez             |
| 2003 | 3.º | 3.º | "Un Vergel En Deterioro" | Tito Rosales                  | Gerardo Jiménez             |
| 2004 | 3.º | | "Para Que Tomen Conciencia" | Tito Rosales                  | Manolo Ramírez              |
| 2005 | 2.º | | "Esto Es Muy Serio" | Tito Rosales                  | Manolo Ramírez              |
| 2006 | 4.º | | "Toy Botao En La Playa" | Tito Rosales                  | Manolo Ramírez              |
| 2007 | 4.º | 1.º | "Pepa Mona-Mur" | Tito Rosales                  | Josito Suárez               |
| 2008 | 4.º | 3.º | "Lo Canto Porque Me Da La Gana" | Tito Rosales                  | Josito Suárez               |
| 2009 | 3.º | | "De Los 70 Al 2009 Hasta El Pelo Se Me Mueve" | Tito Rosales                  | Luisma Muñoz                |
| 2010 | 4.º | 2.º | "Los Oscars" | Tito Rosales                  | Luisma Muñoz                |
| 2011 | 1.º | | "Cariño, metí la pata" | Tito Rosales                  | Luisma Muñoz                |
| 2012 | 5.º | | "Aventuras y desventuras de un personaje singular" | Tito Rosales                  | Luisma Muñoz                |
| 2013 | 6.º | | "Aunque este año mejore, el 2012 fue un desastre" | Tito Rosales                  | Luisma Muñoz                |
| 2014 | 3.º | | "Nos vamos de asadero, ¿te apuntas?" | Tito Rosales                  | Luisma Muñoz                |
| 2015 | 6.º | | "Canarios, hay que despertar" | Tito Rosales                  | Luisma Muñoz                |
| 2016 | No se obtuvo el pase a la final | | "Los nietos de la Daktari" | Tito Rosales                  | Juan Agustín Cáceres        |
| 2017 | 4° | 4° | "Historias del Baúl de Los Recuerdos" | Tito Rosales                  | Misael Jordán               |
| 2018 | 6.º | | "La Corte Medieval del Reino de Chancletland" | Tito Rosales                  | Misael Jordán               |
| 2019 | 6.º | | "Trofeo Story" | Tito Rosales                  | Misael Jordán               |
| 2020 | Descalificación | | "El Casting: Buscando Un Sustituto" | Tito Rosales                  | Misael Jordán               |
| 2021 | No se celebró debido a la Pandemia de COVID-19. Sin embargo, la web especializada MurgasCanarias.es realizó una votación popular para conceder el título del 'Temazo del Siglo XXI' a la mejor canción de las últimas 20 ediciones del concurso, resultando ganadora la Murga Los Chancletas con el tema "Ya me han dado tanta leña, que este año somos nosotros los leñadores" | No se celebró debido a la Pandemia de COVID-19. Sin embargo, la web especializada MurgasCanarias.es realizó una votación popular para conceder el título del 'Temazo del Siglo XXI' a la mejor canción de las últimas 20 ediciones del concurso, resultando ganadora la Murga Los Chancletas con el tema "Ya me han dado tanta leña, que este año somos nosotros los leñadores" | No se celebró debido a la Pandemia de COVID-19. Sin embargo, la web especializada MurgasCanarias.es realizó una votación popular para conceder el título del 'Temazo del Siglo XXI' a la mejor canción de las últimas 20 ediciones del concurso, resultando ganadora la Murga Los Chancletas con el tema "Ya me han dado tanta leña, que este año somos nosotros los leñadores" | José Hernández "Noly"         | Misael Jordán               |
| 2022 | 3.º | | "Chancletas Show: La de Migué" | José Hernández "Noly"         | Misael Jordán               |
| 2023 | 1.º | | "El Fracaso del Ser Humano" | Toni Brito                    | Ayoze García & Luisma Muñoz |
| 2024 | 8.º | | "Trastorno Obsesivo Carnavalero" | Toni Brito                    | Luisma Muñoz                |
| 2025 | 2.º | | "El Concierto Más Esperado: Y Mañana Será Domingo" | Toni Brito                    | Josito Suárez               |

- Antonio y Juan Carlos Monzón alternaban como directores dependiendo de las canciones o actuaciones.
- La armonización profesional de voces comenzó en el año 2002.

## Premios de interpretación en otros concursos de Gran Canaria
En la isla de Gran Canaria se celebran anualmente diversos concursos de murgas, además del de la capital. Algunos concursos históricos, como el de Telde, ya no se realizan, pero los de Arucas e Ingenio siguen vigentes hasta 2024. En Carrizal, solo pueden participar las murgas que no hayan obtenido premio en Las Palmas de Gran Canaria ese año, mientras que en Agüimes, la participación está limitada a las murgas del sureste de la isla. 
| Año  | Telde | Carrizal | Arucas | Ingenio | Gáldar | Guía | Otros*           |
| ---- | ----- | -------- | ------ | ------- | ------ | ---- | ---------------- |
| 1989 | -     | -        | -      | -       | -      | -    | 1.º (Vecindario) |
| 1990 | -     | -        | -      | -       | 2.º    | -    | 2.º (Vecindario) |
| 1992 | 1.º   | -        | 1.º    | 2.º     | -      | 1.º  | -                |
| 1993 | -     | -        | 1.º    | -       | 1.º    | 1.º  | -                |
| 1994 | 2.º   | -        | 1.º    | -       | -      | -    | -                |
| 1995 | 1.º   | -        | -      | -       | -      | -    | -                |
| 1996 | 1.º   | -        | 1.º    | -       | -      | 2.º  | -                |
| 1997 | -     | -        | 1.º    | -       | -      | -    | 1.º (Jinámar)    |
| 1998 | 2.º   | -        | 2.º    | -       | -      | -    | -                |
| 1999 | 2.º   | -        | 1.º    | -       | -      | -    | 2.º (Agüimes)    |
| 2000 | 1.º   | -        | -      | -       | -      | -    | -                |
| 2001 | 2.º   | -        | -      | -       | 2.º    | -    | -                |
| 2002 | 1.º   | -        | -      | -       | -      | -    | -                |
| 2003 | -     | -        | -      | -       | -      | -    | 1.º (Agüimes)    |
| 2004 | 3.º   | -        | -      | -       | -      | -    | -                |
| 2005 | 2.º   | -        | -      | -       | -      | -    | -                |
| 2007 | -     | -        | -      | 1.º     | -      | -    | -                |
| 2008 | -     | 3.º      | -      | 3.º     | -      | -    | -                |
| 2009 | -     | 1.º      | -      | -       | -      | -    | -                |
| 2010 | -     | 1.º      | -      | -       | -      | -    | -                |
| 2012 | -     | 3.º      | -      | -       | -      | -    | -                |
| 2013 | -     | 4.º      | -      | -       | -      | -    | -                |
| 2014 | 1.º   | -        | -      | -       | -      | -    | -                |
| 2015 | -     | 3.º      | -      | -       | -      | -    | -                |
| 2016 | 2.º   | 2.º      | -      | 3.º     | -      | -    | -                |
| 2018 | -     | 4.º      | -      | -       | -      | -    | -                |
| 2019 | -     | 2.º      | -      | 3.º     | -      | -    | -                |
| 2020 | -     | -        | -      | 1.º     | -      | -    | -                |
| 2024 | -     | 4.º      | 2.º    | -       | -      | -    | -                |
| 2025 | -     | -        | -      | 3.º     | -      | -    | -                |

- En la categoría de "Otros" se incluyen los concursos menos regulares, ya sea porque no se han celebrado con la misma frecuencia que los principales o porque la murga no ha participado de forma habitual en ellos.

## Actuaciones fuera de Gran Canaria
| Lugar         | Evento                                                                      | Año                                            |
| ------------- | --------------------------------------------------------------------------- | ---------------------------------------------- |
| Madrid        | FITUR                                                                       | 1995                                           |
| Fuerteventura | Carnavales de Corralejo                                                     | 1997, 1998, 2006, 2022                         |
| Fuerteventura | Puerto del Rosario (II Concurso Insular de Murgas)                          | 2011                                           |
| Fuerteventura | Carnavales de Morro Jable                                                   | 2023                                           |
| Lanzarote     | Carnavales de Yaiza                                                         | 2000                                           |
| Lanzarote     | Encuentro de Murgas de Valterra                                             | 2006, 2007, 2023, 2024                         |
| Lanzarote     | Gala de Presentación Murga Las Enraladas                                    | 2019                                           |
| Lanzarote     | Gala de Presentación Murga Los Simplones                                    | 2019                                           |
| Tenerife      | Encuentro de Murgas de Candelaria                                           | 2002, 2003, 2004, 2005, 2008, 2009, 2011, 2014 |
| Tenerife      | Puerto de La Cruz Invitados por el Ayuntamiento y la Murga Los Cascarrabias | 2017                                           |
| Tenerife      | Gala de Presentación Murga Los Diablos Locos                                | 2020                                           |
| La Gomera     | Carnavales de San Sebastián                                                 | 2008                                           |